# Erysimum cheiri
Erysimum cheiri или шибой е вечнозелено, многогодишно растение, разпространено в Европа, и по-точно в Средиземноморието. Достига до височина 80 см, листата са ланцетовидни, с дължина 5 – 10 см. Цъфти на втората година. Цветовете имат 4 чашелистчета и 6 тичинки, подредени са в гъсти съцветия и отделят приятен аромат.

## Употреба
Erysimum cheiri е билка с доказано слабително действие. Добре повлиява и сърдечната дейност. В древността се е използвало като обезболяващо средство.
В големи количества е силно отровно!